# Wissenschaftlich-praktische Arbeit
Die Wissenschaftlich-Praktische Arbeit (WPA) war eine besondere Unterrichtsform im 11. und 12. Schuljahr (2. Halbjahr 11. Klasse und 1. Halbjahr 12. Klasse) an der Erweiterten Oberschule (EOS) in der DDR. Sie fand regelmäßig vierzehntäglich bzw. wöchentlich statt. Im Rahmen dieser Arbeit erhielten Schüler oder kleine Schülergruppen Aufgaben, die sie selbständig lösen sollten.
Der Ort, an dem die wissenschaftlich praktische Arbeit durchgeführt wurde, konnte sich auch außerhalb der Schule befinden. Aufgaben wurden zum Beispiel von Betrieben vergeben. 
Auch nach der Wiedervereinigung wird die Wissenschaftlich-praktische Arbeit an einigen Schulen u. a. am Wilhelm-Ostwald-Gymnasium in Leipzig fortgeführt.